# Paintball

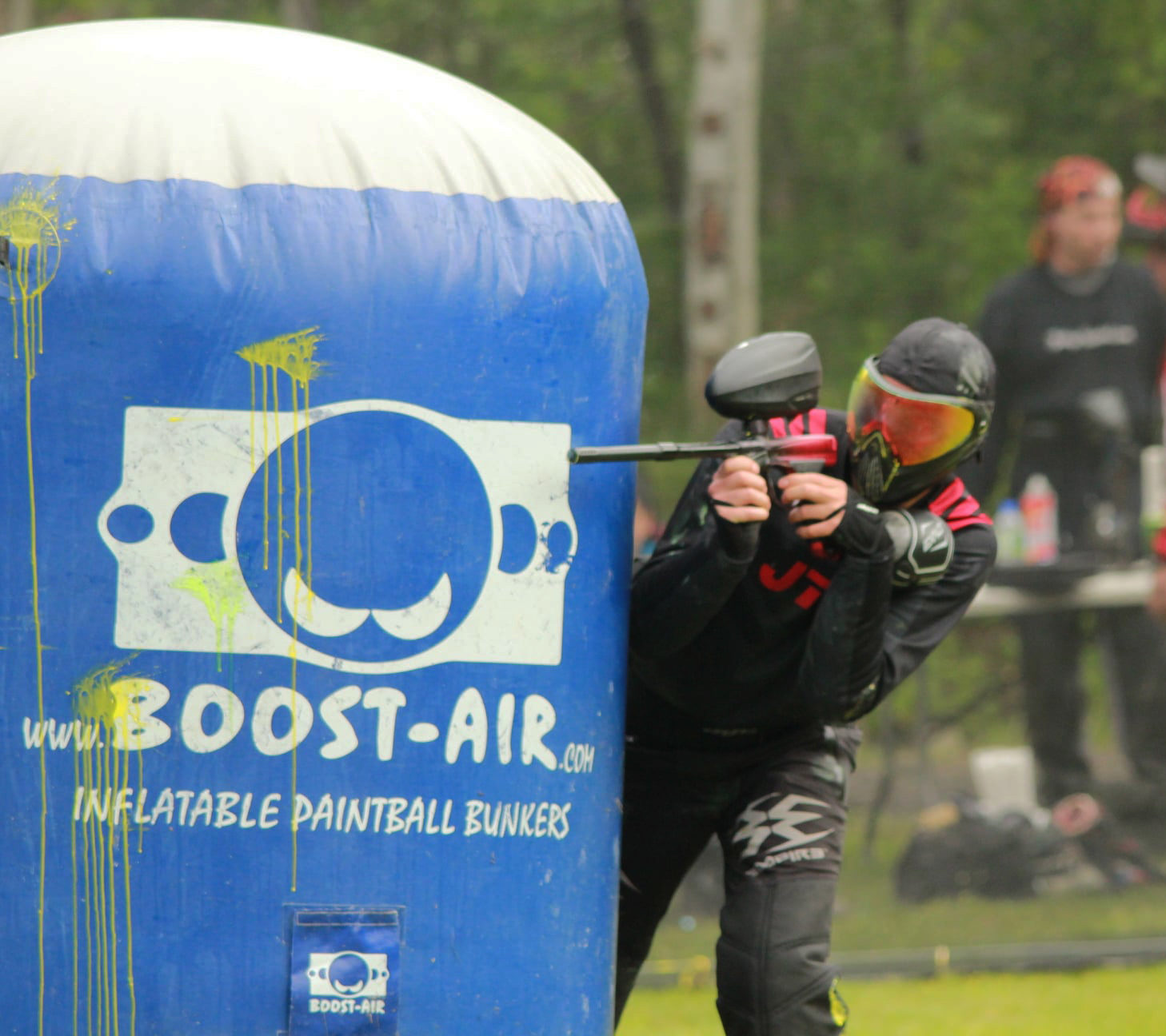
Joueurs de paintball (Speedball) en équipements lors d'une compétition.

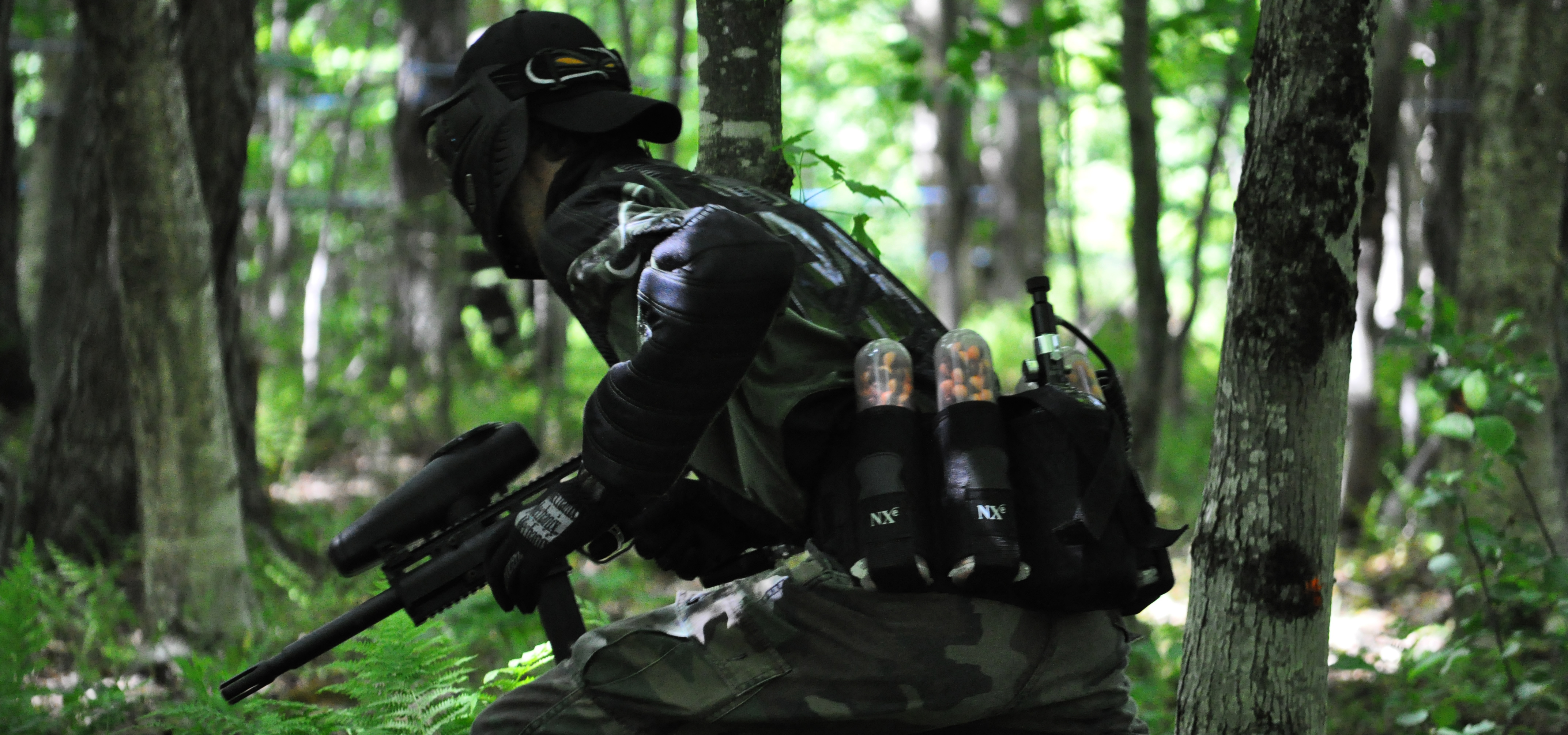
Joueur en action dans le format Recball qui se joue en forêt

Le paintball  est un loisir ou un sport apparu dans les années 1970 dans lequel les joueurs éliminent leurs adversaires en les touchant avec des billes de peinture lancées par des « lanceurs de paintball » (ou « marqueurs ») généralement actionnés par air comprimé ou par CO2.
Le but du jeu varie selon le scénario et la catégorie de jeux. Il y a trois grandes catégories ; le milsim (simulation tactique militaire), le recball (récréatif) et le speedball (compétitif). Le joueur est éliminé lorsqu'il est touché par une bille de paintball et que celle-ci éclate, libérant généralement de la peinture, ou bien de l’huile végétale colorée. Si le joueur ne peut pas déterminer par lui-même si la bille qui l’a touché a éclaté, il peut demander à un arbitre ou à son coéquipier de lui faire un « paintcheck » c’est-à-dire de lui demander la confirmation que la bille a éclaté ou non.
La légalité et la réglementation du paintball varie selon les pays. Ce sport peut être dangereux s'il est mal encadré ou si les conditions de sécurité ne sont pas respectées (zone de jeu clairement délimitée par des filets, port d'un masque spécifique, lanceur en bon état et plafonné à une certaine vitesse, bouchon de canon mis en permanence hors des terrains, etc.).
Le paintball est différent de l'airsoft, qui se pratique avec des répliques d'armes et des billes dures de plus petit calibre (6 mm).
Aujourd'hui le paintball est une activité de plus en plus plébiscitée par les entreprises dans le cadre de team building car il comporte une forte dimension stratégique tout en permettant aux joueurs de s'amuser.
Il existe différentes formes de tarifications, toutefois la plus courante est celle au nombre de billes. Le joueur loue le matériel nécessaire et achète un nombre de billes qu'il pourra utiliser. Lorsque toutes ses billes sont utilisées, sa partie est finie.

## Histoire

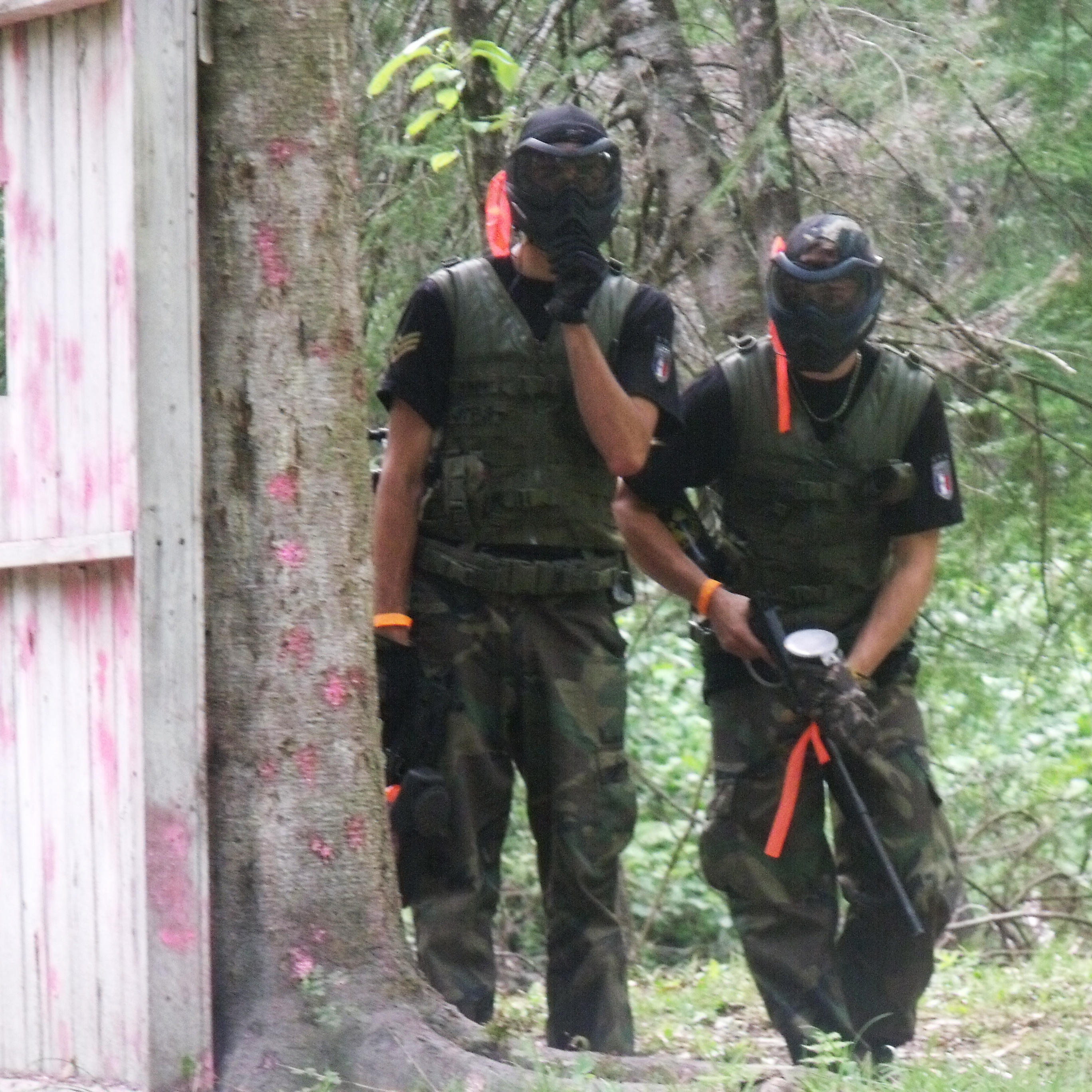
Style vestimentaire adopté par des joueurs de simulation.

Les premiers lanceurs furent utilisés par les éleveurs australiens pour marquer le bétail dans les années 1970. En effet, la taille des ranchs et la méthode d'élevage des troupeaux qui paissent dans la nature obligent alors les éleveurs à travailler comme des cowboys des temps modernes. En moto, en quad et en hélicoptère, ils rassemblent les troupeaux et, comme le cas se présente souvent, les animaux peuvent se regrouper avec ceux d'autres ranchs. Il fallait donc trouver, avant d'embarquer les animaux, un moyen simple pour marquer la propriété, qui soit visible sur le moment grâce aux marquages au fer rouge. En réalité, le paintball est né de l'isolement de ces ranchs, qui peuvent couvrir des centaines de km² et qui ne sont accessibles que par 4×4 ou par avion. La population est principalement masculine et les lanceurs hypodermiques furent alors utilisés pour s'amuser entre cowboys… Les gérants des exploitations purent alors remarquer une baisse des bagarres entre leurs hommes. À la fin des années 1970, des tournois opposaient alors des ranchs voisins afin de faire décompresser les hommes puis la Nouvelle-Zélande fut « touchée », avant d'arriver aux États-Unis, où les lanceurs pour marquer le bétail furent exportés en 1979.
Sous forme de jeu à proprement parler comme on le connaît aujourd'hui, il s'est tout d'abord développé aux États-Unis. Le premier tournoi a été organisé le 27 juin 1981. Il est alors connu sous le nom de National Survival Game aux États-Unis, et Skirmish Games en Australie, mais y est dès 1984 désigné sous le nom de paintball par les fabricants dans les boutiques de jeux et sport, et parfois même dans les supermarchés.
Cette activité est arrivée en Grande-Bretagne à la fin des années 1980, puis en France et dans le reste de l'Europe au début des années 1990, sous l'influence entre autres de séminaires de motivation d'entreprise ou de jeu de rôle grandeur nature.
Le jeu se révèle extraordinairement tactique et est un excellent sport d'équipe très riche en interactions et en sensations. Il présente par ailleurs l'avantage d'être très complet en demandant un large panel de compétences.
« La simulation militaire au Paintball est devenue tellement populaire que plusieurs sites à travers le monde offrent une multitude de programmes d’entraînement. Certains sites le font avec peu d’équipement ou de façon très amateur. »
Les clubs français se sont organisés en « fédération » en 1996 pour promouvoir une vision plus sportive du paintball, sous le nom de Fédération de Paintball Sportif. En 2006, elle comprenait 24 000 licenciés et regroupait 212 clubs affiliés dans 22 ligues. Des tournois régionaux, nationaux et internationaux sont organisés.
Aujourd'hui, le paintball est officiellement représenté dans près de quarante pays sur tous les continents. Des championnats internationaux ont lieu tous les ans pour des matchs par équipe de 5 et 7 joueurs. Ils regroupent entre 50 et 200 équipes à chaque fois, deux manches ont lieu en France : la World Cup à Toulouse et le Disney French Open au Parc Disneyland dans le cadre du circuit privé Millennium.
Au Québec, le sport tel qu’on le connaît aujourd’hui a commencé à se développer au début des années 1990. Certains centres en Estrie et dans les Laurentides ont commencé à ouvrir, offrant au nombre grandissant de joueurs l’opportunité de jouer sur des terrains aménagés à cet effet. Au début, c’était surtout des terrains naturels avec des barricades de bois, des piles de pneus ou de barils, bref des installations assez simples. En 1995, Bigfoot Paintball  a ouvert ses portes à St-Alphonse-Rodriguez dans Lanaudière. Après quelques années seulement, ce centre devint le plus important au Québec, au Canada et dans le  monde entier. « Au Québec, dans l’une des plus belles provinces du Canada se trouve l’un des plus spectaculaires terrains au monde. Plusieurs distributeurs croient même qu’il s’agit de la plus grosse activité de Paintball en Amérique du Nord. »
Au Québec, le mot Paintball a été soumis à l’office de la langue française par François Gagnon du Bigfoot Paintball et Denyse Létourneau de l’office. Ce n’est qu’en 1996 qu’il fut adopté par l’office avec la définition suivante :
- Le terme « Paintball » a été préféré à d'autres propositions qui faisaient référence à la guerre, telles que « jeu de guerre », « guerre à la peinture ». Le terme « jeu d'aventure » est considéré comme un terme trop générique et ne convient pas. « Paintball » désigne, au sens premier, le projectile lancé (la balle de peinture) et, par extension de sens, le sport lui-même. Des expressions ont été créées à partir du terme « Paintball » : terrain de paintball, joueur de paintball, équipement de paintball, équipe de paintball, paintball en intérieur. Le terme « Paintball » a été étudié par la Commission de terminologie de l'Office de la langue française qui juge opportun de maintenir l'usage du terme « Paintball », très implanté sur le plan international depuis plusieurs années et dont la diffusion est limitée.

[Office de la langue française, 1996]

## Équipement

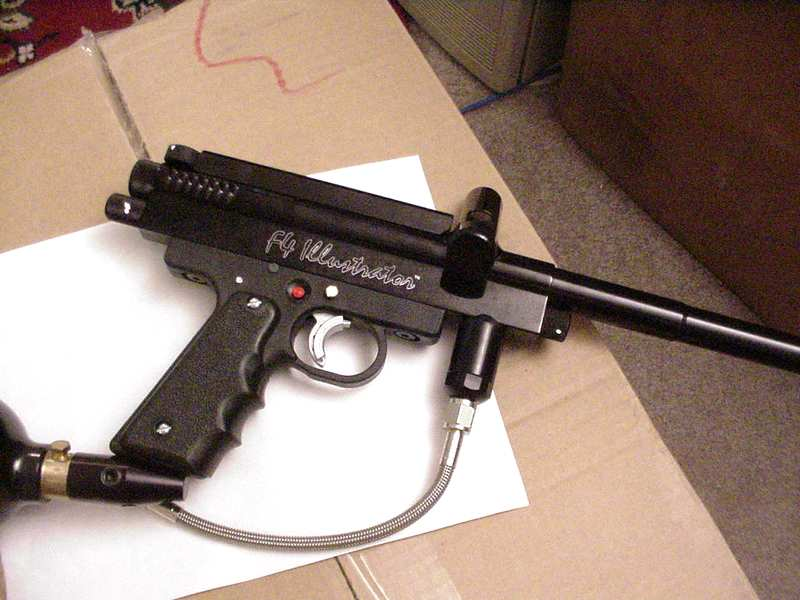
Lanceur de paintball.

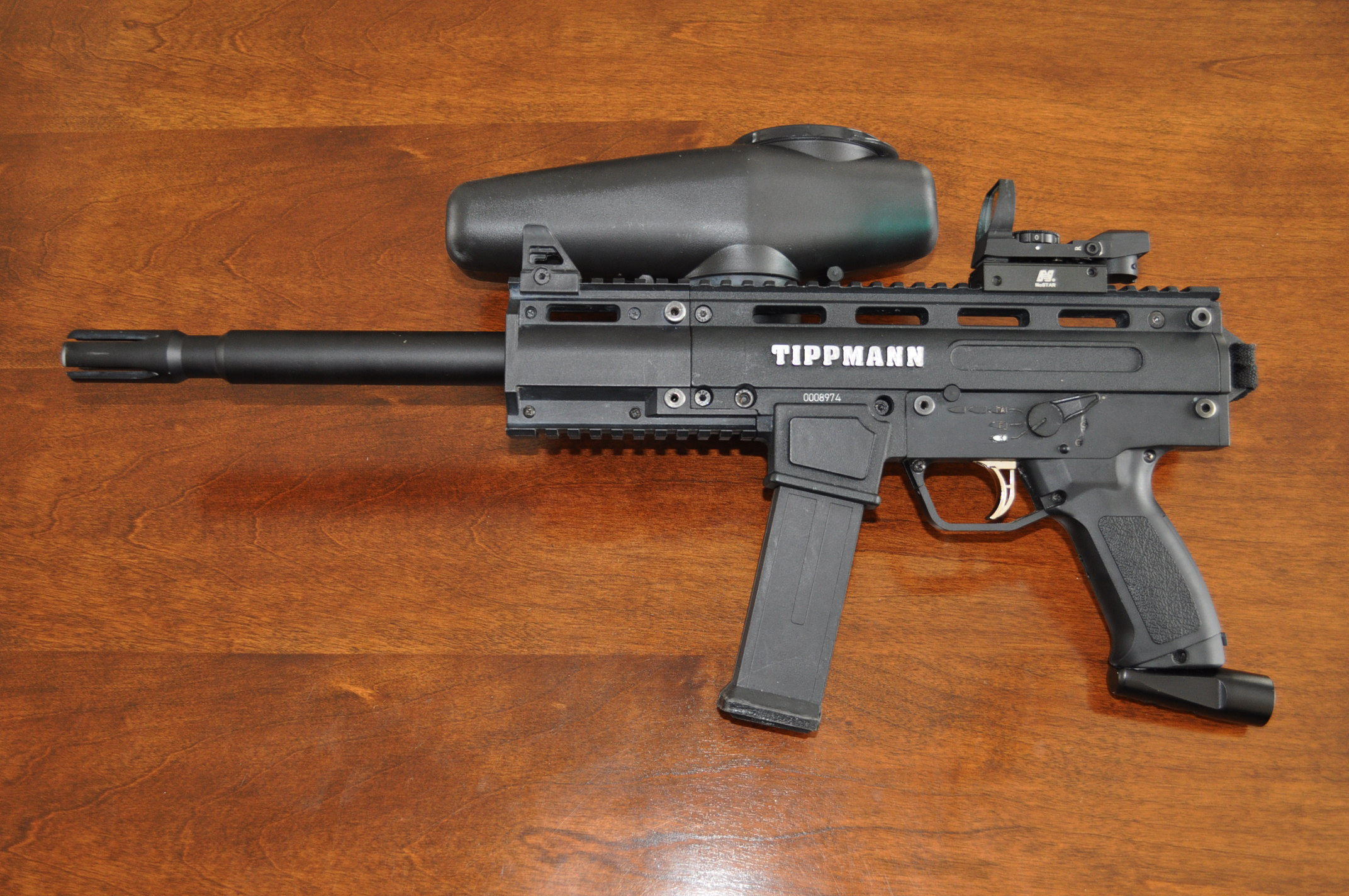
Marqueur de type Tippmann pour jeux en forêt

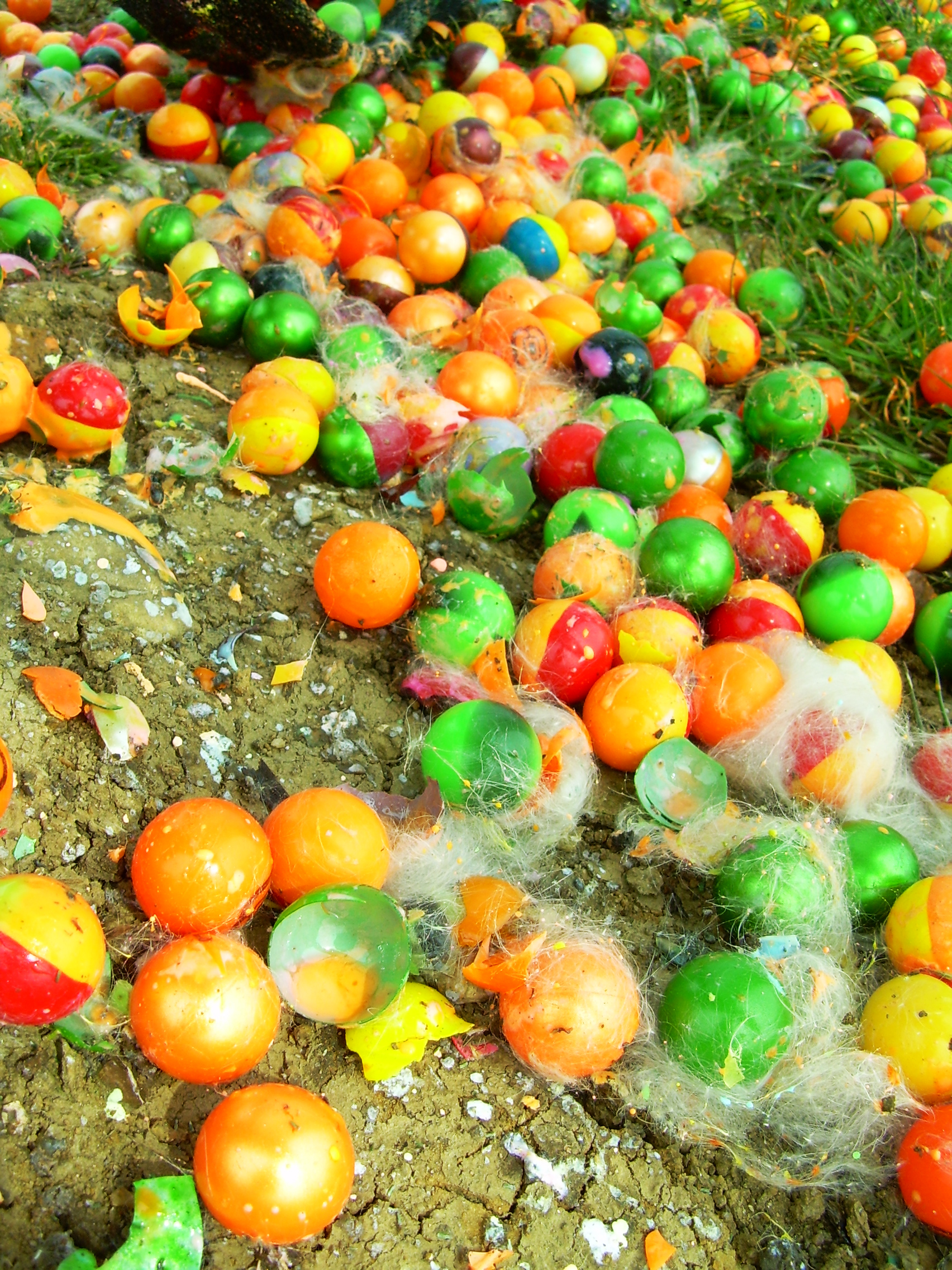
Billes usagées.

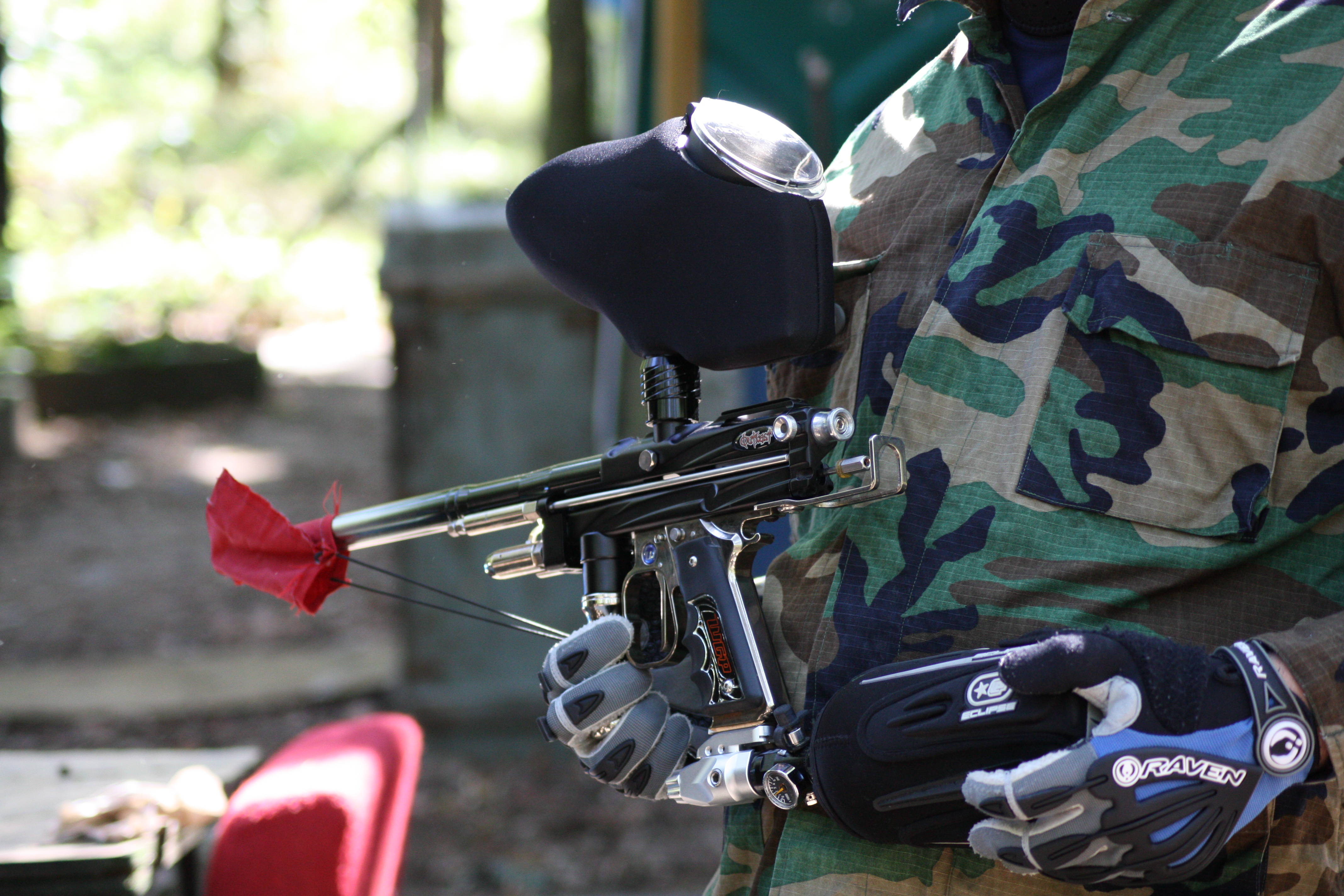
Lanceur avec son loader (le canon est obstrué par un capuchon de tissu par mesure de sécurité).

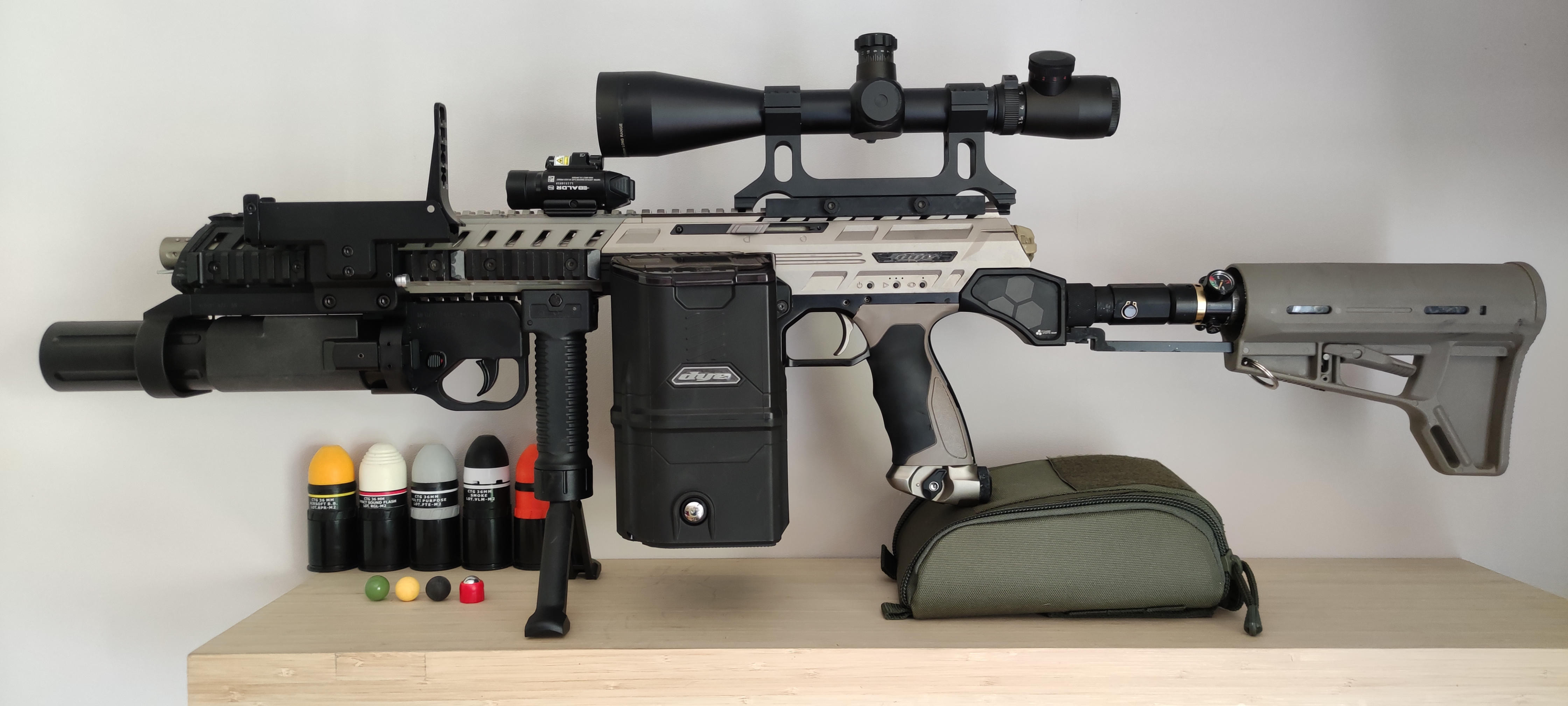
Lanceur paintball équipé pour scénario en version artilleur : chargeur rotorbox 320 coups, poignée bipied, lunette de précision, lance-grenade 40mm, torche-laser, avec billes et munitions adéquates.

### Protection du joueur
- Masque : Celui-ci protège le visage du joueur de l'impact des billes de peinture. En 2000, 1200 lésions oculaires dues à des accidents de paintball ont été répertoriées aux États-Unis, aucune des victimes ne portait de masque. Le paintball reste néanmoins un des sports les moins risqués lorsqu'il est correctement encadré[7].

- Protection du joueur : L'équipement de protection porté par le joueur peut être constitué de genouillères, coudières, shorts rembourrés, gants, vêtements de protection ou de style camouflage militaire ; il existe une controverse à ce sujet dans le milieu du paintball, les tenues de camouflage militaire pouvant donner une image militariste à ce loisir de détente. Les tenues camouflantes sont très efficaces sur certains terrains dotés d'une végétation dense ; elles sont rarement utilisées sur les terrains de compétition.
- Bouclier tactique : Le bouclier tactique est un élément de scénario spécialement étudié pour permettre l'approche du joueur ou de son équipe au plus près de la cible. En apparence identiques aux boucliers antiémeutes utilisés par les Forces de l'Ordre, ils sont toutefois prévus pour n'encaisser que des impacts de billes de peinture. Leurs matériaux de conception, généralement des polycarbonates, les rendent légers (environ 2kg) et donc relativement maniables.

### Le lanceur
Le Lanceur (ou marqueur) est un élément mécanique ou électronique servant à propulser les billes grâce au gaz — le CO2 ou à l'air comprimé selon le système utilisé — contenu dans une bouteille. La limite légale américaine pour leur vitesse de lancement des billes est de 300fps (300 pieds par seconde ou environ 100 m/s) à l'entrée du canon. Un lanceur électronique peut tirer en théorie jusqu'à 30 billes par seconde.
On peut distinguer les lanceurs suivant leur mode de fonctionnement, de tir :
- Stock Class : Ces marqueurs possèdent une réserve très limitée en billes et en gaz. Ils embarquent en général une dizaine de billes et utilisent des sparclettes de gaz (capsules de CO2) jetables. Lanceur à une main, ils ressemblent aux armes de poing que tout le monde connaît.
- Lanceurs Pompes : Le réarmement est manuel et se fait grâce à deux pièces qui coulissent l'une sur l'autre permettant d'engager la bille dans le canon et d'armer le marteau destiné à relâcher l'air.
- Lanceurs semi-automatiques : Le réarmement est automatique mais l'éjection de la bille n'est pas continue si on garde la détente appuyée. Les lanceurs semi-automatiques sont aujourd'hui les plus utilisés dans le monde du paintball. On distingue cependant deux grandes familles :
  1. Semi-auto mécaniques : Appelés également « méca ». Sur ces lanceurs, l'action d'appuyer sur la détente relâche un marteau qui libère à l'impact et, pendant un court instant, le gaz comprimé de la bouteille permettant d'éjecter la bille.
  2. Semi-auto électroniques : Généralement destinés au paintball sportif, ils embarquent une carte électronique programmable et un ensemble de capteurs (le plus courant étant un laser pour certifier la présence d'une bille) permettant d'augmenter considérablement le débit des tirs et de réduire la casse de bille. L'action d'appuyer sur la détente vient activer un interrupteur relié à la carte électronique logée dans la poignée du lanceur (de manière générale, certains modèles ont des cartes situées dans d'autres éléments). La carte active ensuite une électrovanne qui libère l'air pour expulser la bille. Les cartes proposent en général certains modes de tir assistés (ou ramping). Grâce à ces modes, le nombre de billes lancées est supérieur au nombre de pressions sur la détente. Selon les tournois, certains « modes » pourront être autorisés ou non. Ils sont en général réglementés par le nombre de billes par seconde (limité à 10,5 pour la majorité des tournois) et par le temps séparant deux billes. Ces lanceurs demandent un réglage et un entretien minutieux pour un fonctionnement optimal.
- Lanceurs automatiques : depuis le 6 septembre 2013 les lanceurs automatiques de moins de 20 joules sont en vente libre, leur détention ne nécessite plus de déclaration en préfecture[8]. Ces lanceurs peuvent être soit full pneumatique, par exemple l'EMF100, ou électro-pneumatique, par exemple le DAM-DYE. Équipé d'un circuit imprimé le lanceur électro-pneumatique permet certains réglages tel que la sensibilité de la détente, le temps d'activation du solénoïde qui correspond à la durée d'exposition de la bille au jet de gaz (temps nommé DWELL), la cadence de tir (exprimée en nombre de billes par seconde ou BPS), le nombre de billes tirées à chaque rafale. Tout comme les lanceurs semi-automatiques, certains modes préréglés en usines permettent de basculer rapidement le lanceur automatique dans une configuration correspondant aux règles spécifiques à certains tournois (Millenium, PSP...) et de l'y maintenir par un blocage.

### Équipement du lanceur
- Bouchon de canon : Élément essentiel de la sécurité dans le paintball, le bouchon de canon est une pièce servant à obstruer la sortie de canon de façon suffisamment résistante pour qu'un tir accidentel de bille soit stoppé. Les bouchons en plastique (barrel plug) à joints ont tendance à disparaître au profit de sacs à canon ou barrel sock qui sont des poches en tissu résistant maintenues sur le canon par des élastiques puissants reliés à l'arrière du marqueur. Cet élément est obligatoire sur tous les terrains de paintball et tous les lanceurs sont vendus avec.
- Verrou de pontet : Système de verrouillage à clé qui permet de bloquer l'accès à la détente du lanceur, le verrou vient se loger sur l'arcade de pontet empêchant tout mouvement de la queue de détente et donc tout tir accidentel. Cela ressemble à un cadenas ovale. Bien que le bouchon de canon soit beaucoup plus utilisé du fait de son prix et de sa disponibilité, le verrou de pontet est l'un des moyens de sécurité le plus sûr, car il empêche qui que ce soit d'autre que le propriétaire de tirer avec le lanceur.
- Loader : Le loader est un réservoir de billes qui se positionne au-dessus du corps du lanceur. Son utilisation est nommée Loader feed en comparaison du Mag feed qui utilise des chargeurs tel que cela se fait dans les armes classiques. Le loader utilise la gravité pour alimenter le lanceur, toutefois, afin de pouvoir suivre la cadence de tir des lanceurs électroniques, certains loaders sont équipés d'une hélice mécanique actionnée par un moteur électrique alimenté par des piles, et qui agit comme une sorte de turbine qui accroît le débit de billes. Ces loaders sont également électroniques, puisqu'une carte permet de régler leur vitesse. Certains loaders possèdent un « œil » optique (détecteur de bille) ou capteur sonore afin de ne pas fonctionner continuellement.
- Chargeur C'est le terme donné au réservoir de bille qui alimente le lanceur tel que le ferait une arme classique. Son utilisation est nommée Mag feed en comparaison du loader feed qui désigne l'utilisation d'un loader. L'intérêt du chargeur est à la fois le réalisme qu'il donne à l'utilisation du lanceur tel une arme (cas des simulations de guerre, des scénarios CQB...) et aussi le fait que la visée n'est pas gênée, contrairement à l'utilisation d'un loader. Le premier inconvénient du chargeur réside en ce qu'il utilise un ressort pour pousser la bille vers le haut, dans le eye-pipe, ce qui peut entraîner des casses de bille s'il est mal taré, si la bille est défectueuse ou si elle n'est pas adaptée aux conditions climatiques. Le second inconvénient réside dans les capacités en billes généralement faibles de tels réservoirs. Pour augmenter les capacités on peut utiliser des coupleurs qui permettent de lier deux chargeurs, voire utiliser des chargeurs de type caisses à alimentation électronique.
- Gaz : Le gaz de propulsion de la bille est soit du CO2 soit de l'air comprimé (couramment appelé « nitro », puisque l'air est composé à 78% d'azote nommé nitrogen en anglais). Le CO2 est un gaz qui coûte peu cher à l'achat, mais qui a tendance à geler quand on le détend trop vite (tirs rapides, rafales...). De plus c'est un gaz qui réagit énormément aux différences de température, ce qui occasionne des variations importantes de pression, et par conséquent, une vitesse de bille approximative. Le CO2 est plus agressif que l'air sur les joints et la mécanique interne du lanceur ; on l'utilise principalement pour les lanceurs de loisir ou semi-auto mécaniques. L'air comprimé est beaucoup moins sensible aux variations de température, il ne gèle pas, a des débits soutenus et est donc indispensable pour alimenter les lanceurs électroniques.
- Bouteilles : Les bouteilles sont des réservoirs de gaz en aluminium, fibre de verre ou kevlar  permettant de concilier légèreté et résistance à la pression. Leur pression est donnée en psi (pounds per square inch, livres-force par poucecarré : 1 psi ≈ 0,068 94 bar). Les pressions dans les bouteilles d'air peuvent atteindre 4500 psi (presque 320 bars) pour une contenance d'environ 1 L. Elles se rechargent sur des bouteilles d'air de plongée (appelées bouteilles tampons) équipées de connexions spéciales ou sur des compresseurs fixes ou mobiles de plus grande capacité. Par abus de langage, lorsque l'on parle de retirer la bouteille du lanceur, c'est l'ensemble régulateur-bouteille que l'on dévisse du lanceur. Les bouteilles en aluminium ne sont pas conçues pour tolérer des pressions au delà de 3000 psi. Celles en kevlar, plus onéreuses à l'achat, ont une pression utile de 4500 psi ; à volume d'air contenu identique leur contenance permet donc d'effectuer plus de tirs. Les bouteilles comportent toutes une inscription mentionnant leur date de fabrication. Cette information est essentielle pour la sécurité du joueur, selon le matériau dont elles sont constituées il est déconseillé de les utiliser au delà d'une période de 5 (aluminium) à 10 ans (kevlar). Acheter une bouteille impose donc de demander au vendeur sa date de fabrication pour pouvoir estimer sa longévité.
- Les régulateurs : Ils sont vissés d'un côté à la bouteille d'air et de l'autre au lanceur. Ils permettent de réduire la pression en sortie de bouteille pour rendre l'air utilisable par la mécanique du lanceur. On distingue les régulateurs basse pression (B.P. 450 psi environ) et haute pression (H.P. 850 psi environ), certains régulateurs permettent de varier la pression de sortie. Un régulateur haute pression permet de réduire le choc lors du remplissage du régulateur interne du lanceur. Selon certains, il permettrait aussi de pousser plus longtemps la bille dans le canon, améliorant la trajectoire de celle-ci. Les régulateurs sont généralement dotés d'un manomètre qui mesure la pression d'air dans la bouteille.
- On/Off : Le On/off est un robinet pneumatique que l'on place entre le régulateur et le lanceur. Il représente une solution pour contrer les micro-fuites qui peuvent avoir lieu dans le corps du lanceur. Il permet sur le temps, plusieurs semaines, de conserver l'air sous pression dans la bouteille (plus exactement l'ensemble régulateur-bouteille).
- Mamba : Le mamba est un flexible qui permet de relier la bouteille au lanceur. Son utilisation permet de transporter la bouteille par exemple dans le dos, ce qui réduit le poids et le volume du lanceur et en augmente donc la maniabilité. Cette configuration est appréciée en scénario CQB, où les espaces sont souvent étroits, où la maniabilité du lanceur peut être affectée par des éléments de terrain : murs, fenêtres, proximité parfois jusqu'au contact d'autres joueurs de la même équipe, boucliers tactiques portables...
- Accessoires pour scénarios : nombre d'accessoires spécifiques aux scénarios peuvent équiper le lanceur : lunette de précision, bipieds, torche, point-rouge, laser, lance-grenade... Les lanceurs sont généralement dotés d'un ou plusieurs rails Picatinny qui permettent de les équiper avec les mêmes accessoires que ceux conçus pour les armes à feu.

### Ligne d'alimentation

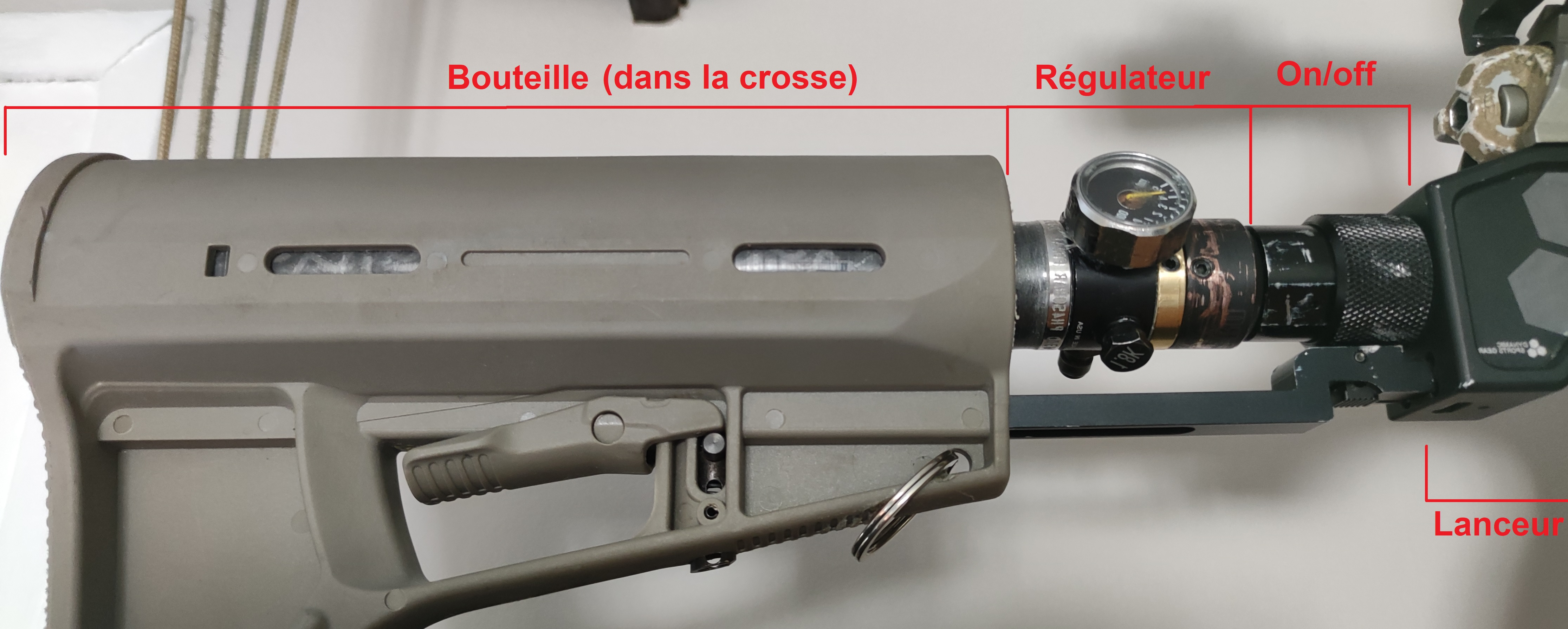
Montage classique Bouteille-Régulateur-OnOff-Lanceur Paintball

La ligne d'alimentation en air depuis la bouteille jusqu'au lanceur place les équipements décrits ci-dessus dans cet ordre : 

bouteille - régulateur - mamba - on/off - lanceur.

Positionner le on/off entre le mamba et le lanceur permet d'effectuer une purge avant de démonter le mamba. 

### Les billes
Les billes conçues pour le jeu sont constituées de deux coques de gélatine (souvent de l'amidon) solides, remplies de colorant alimentaire et soudées l'une à l'autre. La composition du mélange interne est polyéthylène glycol, sorbitol, glycérine et eau dans la majorité des cas, mélange à fort pouvoir osmotique, ce qui peut entraîner en cas d'ingestion une diarrhée. Elles doivent être biodégradables et non toxiques. On en trouve de plus ou moins tachantes et à la fragilité variable pour jouer en diverses saisons. Les billes peuvent être de  n'importe quelle couleur, en général de couleur fluo pour repérer le marquage plus facilement ; il en existe même des pailletées. Certains joueurs de scénarios utilisent le rouge, mais cette couleur est rarement utilisée par les autres joueurs qui la jugent trop proche de celle du sang. Sur les terrains de jeu homologués, la Fédération Française de Paintball interdit l'utilisation des billes avec un remplissage rouge et orange . Leur dégradabilité est variable, de quelques jours à plusieurs mois. La qualité d'une bille est définie par la régularité de sa coquille, de la soudure, son pouvoir tachant, sa résistance (évitant qu'elle casse dans le lanceur) et sa fragilité (favorisant la casse à l'impact). Les meilleures billes sont encore fabriquées sur le continent américain.[réf. nécessaire].

Les billes représentent pour un joueur régulier l'équipement le plus coûteux.

Billes "First Strike" : ces billes sont équipées d'ailettes leur impliquant une rotation autour du centre de gravité pendant le vol, l'effet obtenu est une meilleure précision et une meilleure portée lors des tirs.

Billes pour réglages et pour l'autodéfense : Les fabricants de billes ont aussi crée des billes spécifiquement conçues pour l'entraînement et le réglage du lanceur, en caoutchouc, réutilisables. D'autres de même calibre conçues pour l'autodéfense peuvent aussi être utilisées dans les lanceurs, elles sont généralement constituées de caoutchouc ou de métal. Généralement plus lourdes que les billes de peinture elles nécessitent d'effectuer des réglages de pression au niveau du lanceur pour conserver la portée des tirs.

## Terrains

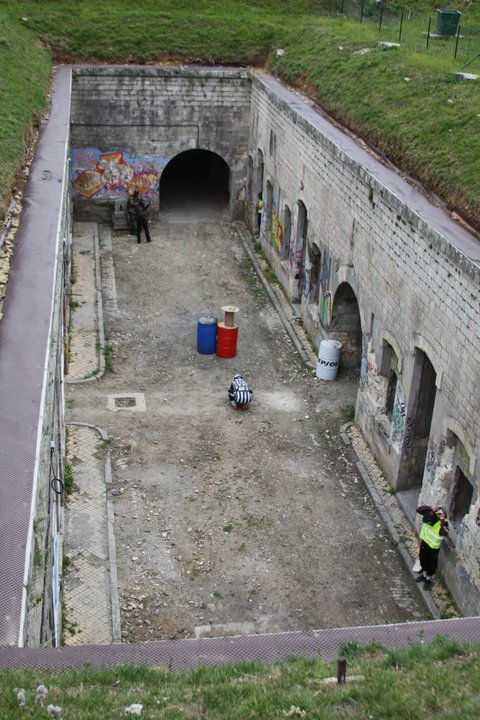
Terrain de paintball dans un ancien fort militaire de 1870 (cour centrale).

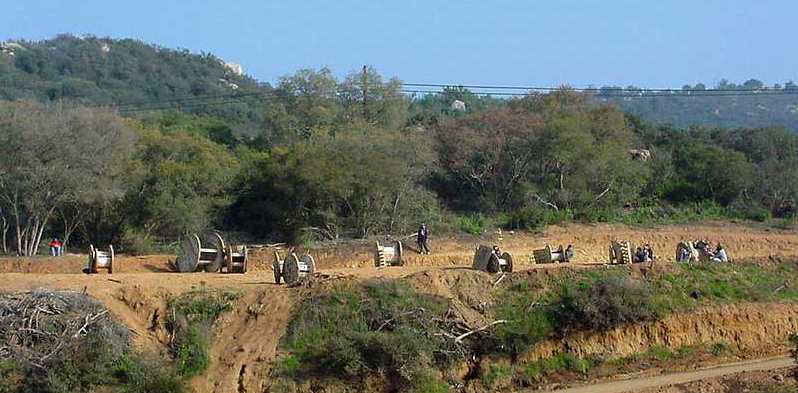
Vue générale d'un terrain de paintball

La forêt ou les sites naturels ont été historiquement les premières catégories de terrains utilisées, les arbres et la végétation faisant office d'obstacles naturels. Le paintball a été souvent pratiqué de manière « sauvage » dans des bâtiments industriels désaffectés, mais les pratiques actuelles de sécurité et d'assurance n'encouragent pas ce genre de pratiques marginales et souvent réprimandées par la loi, faute d'encadrement approprié.
Dans un second temps, le jeu s'est développé sur des terrains en plaine, garnis d'obstacles artificiels permettant aux spectateurs une vision de l'ensemble du jeu. Des parcours en salle sur le même principe existent également. Enfin se sont développés dernièrement des obstacles gonflables pouvant être installés sur n'importe quel type de terrain sportif et offrant une très bonne visibilité aux spectateurs, ils sont rapidement devenus la norme pour les compétitions.
En France, il n'est pas possible de jouer sur un terrain du domaine public, mais il existe de nombreux clubs ou sociétés privées louant des terrains adaptés à cette activité et répondant à la législation en vigueur. Il n'existe pas d'interdiction a priori pour organiser une partie sur un terrain privé, mais, comme pour toute activité de ce type, la responsabilité de l'organisateur peut être engagée en cas de problèmes. Par ailleurs, des billes bien que parfaitement biodégradables mettent plusieurs semaines à disparaître et certaines surfaces perméables, comme le crépi des maisons, peuvent être tachées durablement.

## Le paintball sportif
Le paintball sportif représente la version ancienne et adaptée à la compétition de loisir du même nom. Il peut être au choix, soit classé dans la catégorie des sports mécaniques (à cause des lanceurs utilisés par les joueurs pour envoyer les billes) soit en tant que sport extrême (à cause des hématomes et autres blessures que subissent les joueurs à chaque partie).
Un travail important a été fait pour débarrasser le paintball sportif de sa connotation militaire, les tenues de camouflage et les billes de couleur rouge sont par exemple interdites en compétition en France. Le paintball sportif se distingue également par l'utilisation d'un terrain normalisé symétrique permettant aux spectateurs de suivre les parties en toute sécurité.
En compétition, les terrains sont constitués d'obstacles artificiels (gonflables le plus souvent) organisés de manière symétrique et qui doivent être complètement entourés de filets de 6 mètres de haut afin d'éviter les projections de billes sur les spectateurs.
Malgré l'appellation paintball sportif, cette activité est considérée en France comme une « activité physique de loisir » et non un sport, par le ministère chargé des Sports.
Les fédérations de paintball sportif européennes sont regroupées sous l'entité EPBF (European PaintBall Federation) qui gère un système de licence commun aux circuits privés et associatifs.
Cette même EPBF est sous l'égide de l'UPBF (United Paintball Federation) regroupant les fédérations américaines et asiatiques. Il n'y a néanmoins pas encore de vrai circuit mondial organisé.

### Composition d'une équipe
Au paintball sportif, on distingue plusieurs postes aux rôles bien définis :
- Arrières : Joueurs de fond de terrain, ils sont généralement les plus expérimentés. Chargés de la couverture des avants, ils se doivent de délivrer un grand volume de billes pour permettre à un équipier de rentrer profondément dans la surface adverse. Ils sont également le dernier rempart avant la base. Une des techniques défensives de base consiste à faire « croiser » les couvreurs, afin d'éviter toute avancée adverse, chaque couvreur positionné d'un côté du terrain « croise » en bloquant les avancées du côté intérieur du terrain de son angle de vision, cela permet de verrouiller un terrain avec seulement deux couvreurs.
- Attaquants : Ils sont là pour prendre les positions les plus avancées dans la surface adverse et attirer les tirs ou surprendre les adversaires selon les stratégies adoptées. Vivacité, rapidité, discrétion et précision sont les principales caractéristiques des avants, leur place est risquée mais une action payante donne de grandes chances de remporter le match. C'est ainsi souvent la position des joueurs stars, car l'audace et les prises de risques spectaculaires font partie du jeu de l'avant.
- Milieu : Joueur qui va orienter le jeu, appuyer les avants ou prendre l'initiative, le milieu est l'élément polyvalent de l'équipe. En joueur expérimenté, défensif ou offensif, il prendra la place d'un équipier éliminé ou assurera la deuxième vague d'une attaque. C'est aussi en dehors des parties de format long l'élément essentiel de communication, assurant la liaison entre le côté droit et le côté gauche du terrain, il est donc primordial de posséder dans son équipe un joueur de milieu de terrain ayant une bonne vue du jeu et la tête sur les épaules afin d'organiser correctement le déroulement de la partie. C'est souvent la position du Capitaine de l'équipe.

Le format long nécessite de nouveaux éléments dans l'équipe de paintball typique :
- Coaching : Le format long contrairement aux formats dits classiques permet à des personnes extérieures à l'aire de jeu de communiquer avec les joueurs sur les terrains, mais dans une zone limitée, avec des personnes définies. Les « coaches » sont des personnes travaillant à l'avancée des joueurs à portée de leur voix, indiquant des informations essentielles à la progression du jeu, au format long de type Millennium, un coach est autorisé de chaque côté du terrain, derrière les filets de protection, ils ont aussi la possibilité d'utiliser un porte voix non-électronique ainsi que des panneaux indicateurs. Cet élément récent dans le paintball apporte une manière de jouer totalement différente où non seulement la technique pure est mise en valeur, mais où la compétence et les qualités d'un coach peuvent être décisifs sur un tournoi. Le coaching "Millennium" a été retiré du format de jeu depuis 2016. Les spectateurs ne peuvent pas interagir, seuls les joueurs présents sur le terrain peuvent communiquer entre eux.
- Pit crew : Ou mot à mot « équipe du stand », comme en formule 1, il s'agit essentiellement de personnes de support technique, veillant à ce qu'entre chaque point de format long chaque élément du joueur soit prêt à repartir ; nettoyage en cas d'impact, remplissage d'air, remplissage de billes, nourriture et boisson. En Millennium, deux « Pit crew » sont autorisés par équipe.

### Compétition en France
La Fédération de Paintball Sportif s'occupe de la gestion des compétitions fédérales via des ligues régionales. Chaque ligue est autonome au niveau de la gestion de son championnat régional, et les saisons sont établies sur un calendrier scolaire (septembre à juin). À la fin de chaque saison est organisé un championnat national (aussi appelé championnat de la Fédération) regroupant les meilleures équipes de chaque format à Vichy sur un site dédié de 2001 à 2007, depuis 2008 il est itinérant.
Pour participer à la Fédération et afin d'aider à l'obtention  d'une délégation de l'état au ministère de la santé et du sport afin de devenir Fédération Nationale, les clubs doivent être structurés sous forme d'associations dont les adhérents acquièrent une licence fédérale de compétition. Ils peuvent alors participer au circuit de ligue, ou de loisir si l'on souhaite simplement pratiquer le paintball sur un terrain affilié. Plus d'informations sur le site officiel de la FPS.
La Fédération de Paintball Sportif a regagné beaucoup de crédibilité en fédérant les plus importantes équipes Françaises durant ces deux dernières années.
Pour rassembler à nouveau grandes et petites équipes, depuis 2007 est organisé l’Open de France, une rencontre ouverte aux équipes affiliées et non affiliées françaises sur le site du Championnat National, et le règlement français est dorénavant harmonisé avec celui du circuit européen.
En France seuls six formats de jeu sont reconnus par la FPS :
- Fun Cup : Ce format est exclusivement français et uniquement pratiqué dans le cadre de la FPS, il n'y a pas de tournois privés ou de circuit autre que les ligues régionales en Fun Cup. Parti sur un principe de « format économique », car limité en nombre de billes par joueur (140), il oppose 5 joueurs plus un 6e s'il est équipé d'un lanceur stock class. Bien que prévu pour lancer les joueurs débutants dans la compétition, le format n'attire que des aficionados et reste marginal, bien que relativement plus populaire que le format Pompe.
- Pompe : Chaque équipe est composée de 5 joueurs avec des marqueurs à pompe sans limitation du nombre de billes. La catégorie Pompe est la seule à bénéficier d'un circuit national en plus du circuit régional classique, il s'agit de la Coupe Nationale Pompe. Depuis la saison 2006-2007, elle est aussi la seule catégorie à avoir un championnat national séparé des autres, à Molières[Où ?] en 2007. Cette catégorie qui fut historiquement « l'école du paintball » est sur le déclin depuis quelques saisons et ne survit que grâce à la CNP, dans le but de redynamiser le jeu le format long type CPL Millennium (voir plus bas) a été adopté.
- Semi 3 : Chaque équipe est composée de 3 joueurs (+1 remplaçant max) avec des marqueurs semi-automatiques sans limitation du nombre de billes, le jeu est basé sur une capture de drapeau dans la base adverse que l'on doit ramener dans sa propre base sans avoir été touché, la durée de jeu est de 3 minutes.
  - Semi 3 format long : Ce format est le même que le semi 3 sauf qu'un match est composé de plusieurs points et celui qui gagne est le premier à avoir marqué 4 points.
- Semi 5 : Chaque équipe est composée de 5 joueurs (+2 remplaçants max) avec des marqueurs semi-automatiques sans limitation du nombre de billes, même règles de drapeau, durée de jeu de 5 minutes.
  - Semi 5 format long : Inspiré du format SPL du Millennium, lui-même inspiré du format X-Ball américain. Le format long a été mis en place pour la saison 2007-2008 (voir format SPL pour le système de jeu).
- Semi 7 : Chaque équipe est composée de 7 joueurs (+3 remplaçants max) avec des marqueurs semi-automatiques sans limitation du nombre de billes, même règles de drapeau, durée de jeu de 7 minutes. Ce format n'est plus pratiqué en ligue depuis 2008.

### Compétition en Europe
Organisée autour d'un organisme privé, le Millennium Series (Remplacé par NXL depuis 2017) , le circuit européen est actif depuis 2000, bien que son format évolue encore chaque année.
La gestion du championnat se fait selon un calendrier « à l'américaine », d'avril à octobre, avec quatre étapes situées dans des pays tels que la France, l'Allemagne et la Grande-Bretagne principalement, mais aussi la Belgique ou l'Espagne, le Portugal et les Pays-Bas par le passé.
Le circuit est organisé en plusieurs catégories de niveaux et se joue en trois types de format de jeu :
- CPL, ou Champions' Paintball League : Chaque équipe est composée de 5 joueurs, auxquels s'ajoutent 2 remplaçants maximum, 1 coach, avec des marqueurs semi-automatiques assistés limités à 10 billes par seconde. Le format de jeu est de type « long », il s'agit dans une limite de temps (15 minutes) de jouer le maximum de parties, celles-ci se terminant lorsqu'un joueur a réussi à toucher la base adverse, la première équipe totalisant 5 points d'écart ou celle en tête à la fin du temps gagne. Ce format est limité à 16 équipes dont les 2 dernières en fin de saison sont rétrogradées en SPL.
- SPL, ou Semi Pro League : Chaque équipe est composée de 5 joueurs, 2 remplaçants maximum, 1 coach, avec des marqueurs semi-automatiques assistés limités à 10 billes par seconde. Le format est identique à la CPL, excepté le temps limité à 10 minutes et la limite de points de 4 pour remporter la victoire. 2007 est la première saison de SPL, et elle est limitée à 32 équipes dont les 2 premières passeront en CPL, et les 6 dernières seront rétrogradés en Division 1.
- Division 1 : Division qui subit un changement au cours de la saison 2008 où elle passe à un règlement identique à la SPL. L'accès est uniquement possible aux vainqueurs de la Division 2, et les 6 meilleures équipes de la Division 1 seront promues en SPL.
- Division 2 ou M7 : Cette division change également de format de jeu en 2008, pour adopter le format SPL (ou format X-BALL Light), avec des marqueurs semi-automatiques assistés limités à 10 billes par seconde. Cette division à la différence de la SPL, CPL et Div1 n'est pas soumise à une qualification préalable, mais il est en revanche nécessaire de remporter la saison en Division 2 afin d'accéder en Division 1. Le format de jeu est de type « X-Ball » à 5 joueurs mais s'appelle toujours « M7 ».
- M5 : Chaque équipe est composée de cinq joueurs avec des marqueurs semi-automatiques assistés limités à 10 billes par seconde. À la suite de la demande de nombreuses équipes, cette division est soumise à classement annuel bien qu'elle serve uniquement à permettre aux jeunes équipes locales de prendre un avant-goût du circuit européen avant de s'engager sur une saison entière. Le format est un jeu de drapeau classique.

Il a existé un autre circuit privé en Europe de l'Est appelé le Centurio, dont les meilleurs représentants participent au Millennium librement dans diverses catégories, les classements sont totalement indépendants.

### Compétition dans le monde
Le paintball est très populaire aux États-Unis, c'est le cinquième sport extrême avec plus de 16 millions de pratiquants dans le monde, il existe deux circuits majeurs nationaux :
- la National Professional Paintball League : Jeu à 7 joueurs en marqueurs semi-automatiques et une catégorie Pompe à 5 joueurs.
- la National X-Ball League organisée par la PSP (Paintball Sport Promotion) : Jeu à 5 joueurs en marqueurs semi-automatiques avec tir assisté en mode psp (raffales de billes, à un maximum de 15 billes par seconde) en format long « X-Ball ». La PSP fonctionne comme les circuits classiques de sport collectif professionnel américain avec des franchises par ville.
- la Canadian Xtreme PaintBall League Aussi connu sous le nom de Xball, est la version canadienne du speedball et couvre d'est en ouest. Jeu à 5 joueurs en marqueurs en mode ramping (rafales de billes, à un maximum de 15 billes par seconde en MXL et CXBL, puis 12,5 billes par seconde en RXL et RT5) en format long « X-Ball ».
- la MIPL Mirabel Impact Paintball Ligue, qui ont 3 divisions, D2, D3 et nouvellement la D4. Semblable à la Xball mais se limitant à Mirabel seulement.

Le premier circuit asiatique a fait ses débuts en 2006 mais le développement du paintball dans cette zone du globe est freiné par des législations sévères sur l'équipement.

## D'autres formats de jeux
D'autres formats de jeux non sportifs, mais personnalisables, sont pratiqués, le plus souvent dans le cadre d'associations de joueurs affiliés ou non à la Fédération de paintball sportif. Cependant, ces formats du jeu, bien que considérés comme non sportifs, demandent de la part des joueurs un effort physique et psychologique intense. En aucun cas, la Fédération de paintball sportif n'a plein pouvoir et ne peut dire comment le paintball peut se jouer car il est organisé par des associations ou équipes d'associations au carrefour de différents jeux (dont le jeu de rôle grandeur nature).

### Le Paintball Découverte ou de Loisir
Chaque année, en France, plus d'un million de personnes s'initient ou pratiquent le Paintball, avec du matériel de location, dans le cadre de prestations professionnelles. En 2012, plus de 800 professionnels proposent l'activité, et permettent au plus grand nombre de goûter et pratiquer ce jeu sous sa forme « Activité de loisirs ». Les professionnels souhaitent bien évidemment le développement de ce loisir, et sont convaincus que pour ce faire, les prestations doivent être irréprochables en matière de qualité, de sécurité, d'encadrement, de respect des normes et des législations. Aussi, ces derniers participent à l'élaboration de la future norme AFNOR du Paintball, et se sont dotés d'un syndicat, le SPPPL Syndicat Patronal des Professionnels du Paintball de Loisir qui les représente et défend leurs intérêts.

### Le Paintball Scénario ou Simulation

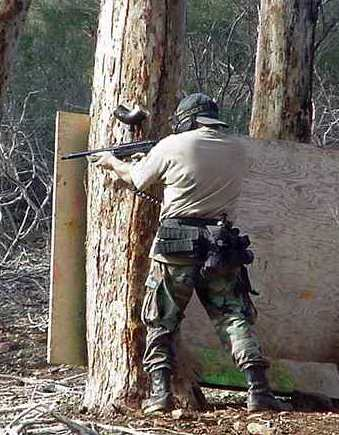
Joueur en forêt équipé d'un pantalon de treillis

Directement hérité des premiers temps du paintball en France, les parties de simulation sont pratiquées par des joueurs portant des tenues camouflage et des lanceurs à l'aspect proche de celui d'armes véritables (répliques). L'aspect ludique y est tout aussi, sinon plus important que l'aspect sportif, le tout dans le respect de la sécurité élémentaire du paintball. Ce type de jeu peut se rapprocher du jeu de rôle grandeur nature pour la richesse des accessoires qu'on y trouve (véhicules, fumigènes, costumes…) et des règles de Roleplay sont exigées. Plusieurs associations de paintball scénario ont ainsi rejoint la Fédération française des jeux de rôles grandeur nature (FédéGN) : www.fedegn.org
Les grands jeux : 
- Taille de l'événement : Les grands jeux sont des parties scénarisées à grande échelle.
- Durée : Ces parties se déroulent sur un à plusieurs jours.
- Nombre de participants : Il peut atteindre plusieurs centaines de joueurs, répartis en autant d'équipes que le nécessite le scénario.
- Activités : Des tâches peuvent être attribuées à chaque joueur, laissant une grande liberté d'action et de jeu sur le terrain.
- Spécificité : La taille, l'ambiance, la diversité des thèmes.

Les scénarios se veulent évolutifs, plus tactiques, plus complexes que le simple jeu qui était à la base la conquête du drapeau. Certains de ces scénarios permettent de revivre des moments historiques de la deuxième guerre mondiale ; le débarquement étant certes l’un des plus populaires. Certains joueurs portent même des vêtements d’époque, cela les plonge dans un monde imaginaire. Certains font de longues réflexions sur la triste réalité qui a frappé les vrais héros de ce débarquement. La plupart étant tous trop jeunes pour avoir vécu ou même connu quelqu’un y ayant vraiment participé.
« Quelques fois par année, quelque chose d’étrange se passe dans les collines du Québec… 500 joueurs se rassemblent pour une des plus intenses batailles de Paintball au monde Chez Bigfoot Paintball Cette année ne fut pas différente. »
[Jungle] octobre 2007
Le Paintball Camo ou Paintball Simulation : 
- Taille de l'événement : 
  - Durée : Ces parties se déroulent de un à plusieurs jours.
  - Nombre de participants : Il peut atteindre plusieurs centaines de joueurs, répartis en autant d'équipes que le nécessite le scénario.
  - Activités : Un scénario de fond, des missions selon les équipes, des spécialités pour les joueurs (médecin, artificier, saboteur, technicien, scientifique…).
  - Spécificité : Les équipements, habits et tenue de camouflage qui sont à la base des équipements, sont ceux utilisés au début du paintball. Il trouve ses racines et sa popularité dans les jeux vidéo de simulation tels que Counter-Strike ou Rainbow Six et ressemble en tous points à l'Airsoft au niveau de l'utilisation du matériel qui est destiné aux forces armées. Les fabricants de matériel de paintball français ont depuis 2004 remis dans leur catalogue des lanceurs d'armes paintball et d'autres équipements destinés à la simulation de jeux de combats. L'objectif n'est pas la compétition.

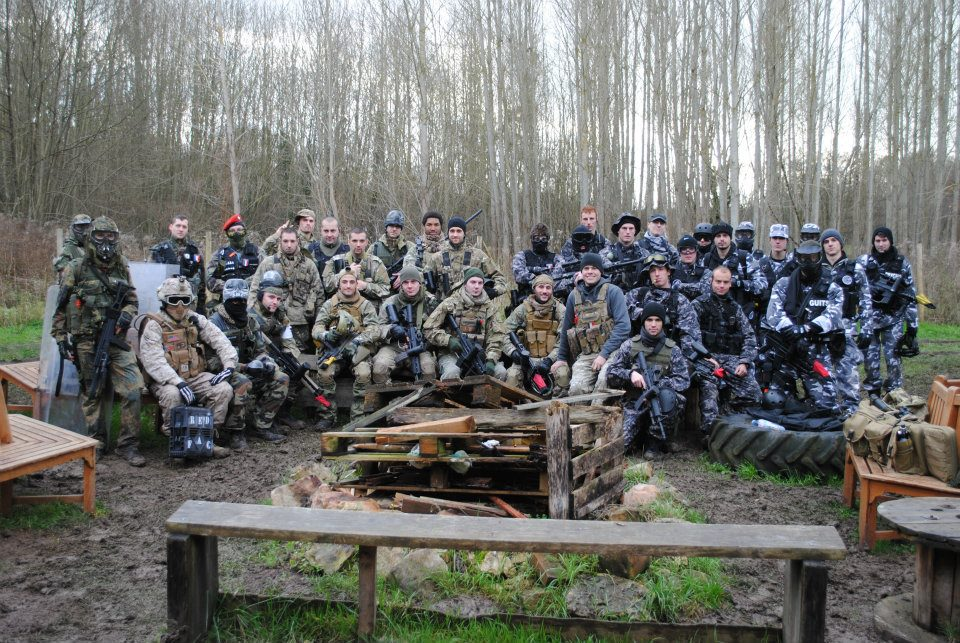
Équipes MILSIM

Au Canada et plus particulièrement au Québec parce qu'on y retrouve un des plus grands centres de paintball au monde : Bigfoot Paintball, ce mode de jeux gagne de plus en plus d’adeptes. Il y a plusieurs équipes différentes de Mil-Sim, avec leur propre code, leur code vestimentaire, leur système de grade, des règles de jeu ayant pour but de simuler le plus possible de vraies opérations militaires. Le matériel disponible pour les joueurs a beaucoup évolué depuis l’époque des marqueurs aux couleurs fluo, les armes de Paintball sont maintenant de vraies répliques de MP5, de M16, il est possible de se procurer des fumigènes, des lance-grenades, des bazookas, des casques balistiques et tout un arsenal de vestes tactiques tout aussi réalistes que celles portées par les corps d’élite. Les fournisseurs d’armes à feu FN Herstal ont même une division (Tiberius) fabricant des armes pour le Paintball dérivé des armes de contrôle de foule. Le plus gros fabricant d’armes de Paintball : Tippmann est une compagnie qui construisait des répliques d’armes à feu. La plupart des fabricants d’accessoires ; lunettes de visée, vestes tactiques, marqueur laser ont des divisions qui fabriquent des pièces spécialement pour le Paintball.

#### Polémique liée aux scénarios militaires (MILSIM)
Le scénario MILSIM fait l'objet de discussions, notamment dans les pays portant des stigmates de conflits militaires plus ou moins récents. L'utilisation d'uniformes, de répliques réalistes d'armes, de scénarios qui peuvent rappeler certains films de guerre, de reconstitution historique, y contribue.
Au Canada par exemple, malgré la militarisation du jeu, les gens considèrent le sport comme une activité sportive récréative en famille, entre amis ou collègues de bureau. Au fil des ans, il y a même de plus en plus de filles qui s’adonnent à ce sport puis qu’il s’agit d’une activité que les jeunes et les moins jeunes peuvent pratiquer.

« En Allemagne, la simulation était mal vue, tandis que l’Angleterre fut un des premiers pays européens à adopter ce style de jeu. En France, le Paintball avait une connotation militaire ; jouer au Paintball c’était comme faire la guerre. C’est pourquoi la France a inventé le speedball avec les obstacles gonflables »

— Romain Manière, journaliste spécialisé, Canal D, épisode Comme à la guerre, réalisé en janvier 2011 chez Bigfoot Paintball
Certains spécialistes se sont penchés sur le sujet des scénarios de guerre dans le sport du Paintball, voici ce qu’ils en pensent :

« Ce que les gens veulent voir, c’est de mettre en scène des répliques de jeu de la guerre moderne… La simulation d’une réalité, d’une réalité virtuelle… On n’a jamais réglé le cas du guerrier en nous, du fait que la guerre est une réalité, le mâle humain est constitué, fabriqué, fait pour la brutalité, l’action, la violence. C’est très correct d’envoyer des gens jouer, ils ne font pas de mal à personne. Nous sommes une société de consommation de loisirs, le Paintball est un dérapage fantasmatique ; vous voulez avoir la sensation d’un corps d’Élite dans le bois, dans un entrepôt. »

« Le Paintball ne reproduit pas l’armée canadienne ou l’armée américaine. Il reproduit ce qu’on pense de la guerre, il reproduit Hollywood les films d’action que l’on voit, une fiction, la simulation d’une reproduction. Nous sommes très loin de la réalité ; la réalité n’intéresse plus personne ! »

« Les jeux qui représentent la guerre 39/45 en Europe ne seraient pas populaires dans les pays où la guerre est en cours ou dans les pays qui ont souffert. Là, il y a une aversion pour l’uniforme, les armes, la violence. Tant que c’est frais dans la mémoire cela reste un sujet tabou. Dans une société loin de cela ça fait partie des jeux possibles. Le jeu va être de plus en plus intense si tu es éloigné de cette réalité. »

— Serge Bouchard, anthropologue, Canal D, épisode Comme à la guerre, réalisé en janvier 2011 chez Bigfoot Paintball

### La Reball
La Reball (du nom de la marque) est une bille en caoutchouc ou en mousse créée en premier lieu pour l'entrainement des équipes de compétition. Ce type de bille étant réutilisable après un lavage à l'eau et non-salissant, il est donc plus économique qu'une bille classique, même si plus cher à l'achat. L'usage de la Reball à une vélocité de paintball classique est dangereux et il est nécessaire de baisser la puissance des lanceurs, par contre, elle n'en nécessite pas de particulier et peut être utilisée avec son matériel habituel. La Reball est idéale pour une utilisation dans des terrains intérieurs sur n'importe quelle surface, elle est très populaire dans les pays où les conditions météorologiques ne permettent pas un jeu régulier en extérieur, et aussi pratique pour une installation temporaire dans un gymnase par exemple.
On peut malgré tout rappeler que ce produit n'est fait que pour être tiré sur des cibles et non sur des joueurs. Il s'agit là d'une modification d'utilisation de ce produit car le matériel de protection (le masque) n'est pas fabriqué pour subir ce genre de choc.

### Magazines
Xpaint Paintball Magazine : Créé de février 2001 à 2017, et distribué en kiosque en France, c’est aujourd’hui l’un des derniers magazines papier encore édités dans le monde. Surfant sur une image clairement calquée sur celle des sports extrêmes, Xpaint propose de nombreux reportages sur le marché, les tournois nationaux et internationaux, des tests de produits et des visuels très travaillés. L’ensemble du contenu est exclusif au magazine, afin d’apporter un complément clairement exhaustif par rapport à ce que l’on peut trouver sur le web.
Xpaint est bimestriel et propose en plus des parutions classiques un hors-série annuel qui recense et note le matériel utilisé dans le paintball (masques, marqueurs, billes…) ainsi que les sites pour pouvoir pratiquer et acheter du matériel. Xpaint est édité par Frost Publication.
Invisible Paintball Magazine : Créé en février 2007, et distribué en kiosque en France, Invisible offre une alternative à Xpaint puisque la ligne éditoriale est orientée vers le loisir et particulièrement le jeu scénarisé. Le magazine propose de nombreux scénarios et offre des comptes rendus de partie, ainsi que des tests poussés de matériels. L’ambiance se veut clairement celle que l’on retrouve dans les jeux de rôle grandeur nature, mais exclusivement avec l’utilisation du matériel de paintball. Invisible est un magazine bimestriel édité par Frost Publication.